# الشرطة الوطنية الإندونيسية

شارة الشرطة الوطنية الإندونيسية

الشرطة الوطنية الإندونيسية (بالإندونيسية: Kepolisian Negara Republik Indonesia)‏ هي قوة الشرطة الوطنية في إندونيسيا. كانj سابقا جزءً من الجيش في البلاد. تم فصل الشرطة رسميًا عن الجيش في 1 أبريل 1999 في عملية تم الانتهاء منها رسميًا في 1 يوليو 2000. أصبحت المنظمة مستقلة الآن وتحت رعاية رئيس إندونيسيا المباشر، بينما تخضع القوات المسلحة لوزارة الدفاع. الشرطة الوطنية الإندونيسية مسؤولة عن إنفاذ القانون ومهام الشرطة في جميع أنحاء إندونيسيا. المنظمة معروفة على نطاق واسع بالفساد والعنف وعدم الكفاءة.
تشارك الشرطة الوطنية الإندونيسية أيضًا في بعثات الأمم المتحدة الدولية، وبعد التدريب الخاص، وفرت الأمن لمهمة يوناميد لحماية النازحين داخلياً في دارفور.
بلغ قوام الشرطة الوطنية الإندونيسية حوالي 387.470 في عام 2011، ويتزايد العدد كل عام. ويشمل أيضًا ما يصل إلى 12.000 من أفراد شرطة المياه، وحوالي 40.000 من متدربي «أمن الشعب» الذين يعملون كشرطة مساعدة ويبلغون لمدة ثلاثة أسابيع من التدريب الأساسي كل عام. يقع المقر الرئيسي المعروف باسم ماركاس بيسار في كيبايوران بارو في جنوب جاكرتا بالقرب من متحف الشرطة الوطني.

## التاريخ
عندما كانت أجزاء كبيرة من إندونيسيا تحت الاحتلال الهولندي الاستعماري حتى الأربعينيات من القرن الماضي، تم تنفيذ واجبات الشرطة من قبل المؤسسات العسكرية أو الشرطة الاستعمارية المعروفة باسم فيلدبوليتي أو الشرطة الميدانية. جلب الاحتلال الياباني خلال الحرب العالمية الثانية تغييرات عندما شكل اليابانيون العديد من المنظمات المسلحة لدعم حربهم. وقد أدى ذلك إلى توزيع الأسلحة على الشباب المدربين عسكريًا، والتي صودرت إلى حد كبير من مستودع الأسلحة الهولندي.
بعد الاحتلال الياباني، أصبحت الشرطة الوطنية منظمة مسلحة. تأسست الشرطة الإندونيسية في 19 أغسطس 1945 تحت اسم وكالة الشرطة الوطنية وقاتل وحداتها في الثورة الوطنية الإندونيسية ضد القوات الهولندية الغازية. شاركت الشرطة أيضًا في قمع التمرد الشيوعي لعام 1948 في ماديون. في عام 1962 وضعت الشرطة تحت سيطرة قائد القوات المسلحة الوطنية ووزارة الدفاع، لتصبح قوات الشرطة الإندونيسية. بعد إعلان الاستقلال، لعبت الشرطة دورًا حيويًا عندما دعمت بنشاط الحركة الشعبية لتفكيك الجيش الياباني، ولتعزيز الدفاع عن جمهورية إندونيسيا المنشأة حديثًا. لم تكن الشرطة مقاتلين طلب منهم تسليم أسلحتهم إلى قوات الحلفاء. خلال ثورة الاستقلال، تشكلت الشرطة تدريجياً في ما يعرف الآن باسم الشرطة الوطنية الإندونيسية. في أبريل 1999 استعادت قوات الشرطة رسميًا استقلالها وهي الآن منفصلة عن القوات المسلحة المناسبة.
1 يونيو الذي يصادف يوم الشرطة الوطنية، يكرم الذكرى السنوية لقرار مجلس الوزراء لعام 1946 الذي وضع جهاز الشرطة الوطنية باعتباره وكالة وطنية تابعة مباشرة لحكومة الجمهورية وبالتالي مسؤولة أمام الرئيس (رئيس الوزراء السابق).

## الفساد
في نظر الناس فإن قوة الشرطة الوطنية هي «فاسدة ووحشية وغير كفؤة». حتى أن تصبح ضابط شرطة قد يكون مكلفًا، حيث يتعين على المتقدمين دفع ما يصل إلى 90 مليون روبية، طبقًا لرئيس شرطة إندونيسيا نيتا سابوترا بان.
في أبريل 2009 غاضبًا من أن لجنة القضاء على الفساد قد استغل هاتفه أثناء التحقيق في قضية فساد، قارن رئيس الشرطة سوسنو دوادجي بين بمعنى استغلال الشرطة. تعليق سوسنو كما اتضح سرعان ما انعكس على نتائجه لأن صورة شياق يقف أمام بوايا (على غرار صور ديفيد وجوليات) حظيت على الفور بجاذبية واسعة في إندونيسيا. سرعان ما ظهرت حركة شعبية صاخبة لدعم الزيك. نظم الطلاب مظاهرات مؤيدة للسيكاك، وقامت العديد من الصحف بنشر رسوم كاريكاتورية تصطف فيها زهور الكياك ضد بوايا القبيحة، وتناولت العديد من البرامج الحوارية التلفزيونية موضوع الكيكاك مقابل البوايا بحماس. نتيجةً لذلك أصبحت الإشارات إلى السيكاك التي تقاتل بوايا جزءًا معروفًا من الصور السياسية لإندونيسيا.
في يونيو 2010 نشرت مجلة الأخبار الإندونيسية تيمبو تقريراً عن «حسابات مصرفية ضخمة» يحتفظ بها كبار ضباط الشرطة تحتوي على مليارات روبية. عندما تم عرض المجلة في المساء، قامت مجموعات من الرجال الذين قال شهود عيان بأنهم من ضباط الشرطة، وتوجهت إلى أكشاك بيع الصحف بأكوام نقدية لمحاولة شراء جميع النسخ قبل بيعها.

## العنف وانتهاكات حقوق الإنسان
اتهمت منظمة العفو الدولية الشرطة الإندونيسية بالتعذيب «الواسع» وغيره من الانتهاكات للأفراد المعتقلين. وفقًا للمنظمة، «تقوم الشرطة في إندونيسيا بإطلاق النار على الأشخاص وضربهم وحتى قتلهم دون خوف من المقاضاة، تاركة لضحاياهم أمل ضئيل في العدالة».
في عام 2014 ذكرت هيومن رايتس ووتش أنه يتم إجراء اختبار البكارة البدنية بشكل روتيني على طالبات تقدمت بطلبات لقوة الشرطة. انتقدت هيومن رايتس ووتش هذه الممارسة باعتبارها غير علمية ومهينة.
جاء اعتراف رسمي بالعنف من قبل ضباط الشرطة في عام 2016 عندما اعترف اللواء بدرودين هاييتي بأن ضباط وحدة مكافحة الإرهاب في مفرزة 88 كانوا مسؤولين عن وفاة المشتبه بالإرهاب سيونو الذي توفي جراء إصابته بأزمة قلبية بشكل كافٍ. في الصدر لكسر أضلاعه. ذكرت اللجنة الوطنية الإندونيسية لحقوق الإنسان في مارس 2016 أن 121 شخصًا على الأقل من المشتبهين بالإرهاب قد ماتوا في الحجز منذ عام 2007.
دعت منظمة العفو الدولية في يونيو 2019 إلى التحقيق في «أدلة موثوقة» على مجموعة من الانتهاكات الجسيمة التي ارتكبتها الشرطة، والتي زعمت أنها مسؤولة عن 10 عمليات قتل غير قانونية في أعقاب إعادة انتخاب الرئيس جوكو ويدودو.